# Fronte Popolare Socialista
Il Fronte Popolare Socialista (in lituano Socialistinis Liaudies Frontas) è un partito politico lituano di  estrema sinistra, ufficialmente socialista democratico ma, nella sostanza, d'ispirazione marxista-leninista.
È stato fondato il 19 dicembre 2009 a seguito della confluenza di due distinti soggetti politici:
- il Partito dei Socialisti di Lituania (Lietuvos Socialistų Partija), fondato nel 1994;
- il Partito del Fronte (Fronto Partija), fondato nel 2008.

Il leader del partito è Algirdas Paleckis.

## Risultati elettorali
| Elezione                           | Voti                               | %                                  | Seggi                              |
| Partito dei Socialisti di Lituania | Partito dei Socialisti di Lituania | Partito dei Socialisti di Lituania | Partito dei Socialisti di Lituania |
| ---------------------------------- | ---------------------------------- | ---------------------------------- | ---------------------------------- |
| Parlamentari 1996                  | 9.985                              | 0,76                               | 0 / 141                            |
| Parlamentari 2000                  | 21.583                             | 1,47                               | 0 / 141                            |
| 1.                                 |                                    |                                    |                                    |
| Partito del Fronte                 |                                    |                                    |                                    |
| Parlamentari 2008                  | 40.016                             | 3,24                               | 0 / 141                            |
| Europee 2009                       | 13.341                             | 2,36                               | 0 / 12                             |